# Papaver purpureomarginatum
Papaver purpureomarginatum là một loài thực vật có hoa trong họ Anh túc. Loài này được Kadereit mô tả khoa học đầu tiên năm 1988 publ. 1989.